# تينفات (سيدي احساين)
تينفات هي إحدى مشيخات المملكة المغربية، تتبع جغرافيا لإقليم تارودانت وإداريًا لسيدي احساين. يقدر عدد سكانها بـ 5741 نسمة حسب الإحصاء الرسمي للسكان والسكنى لسنة 2004.